# Talje

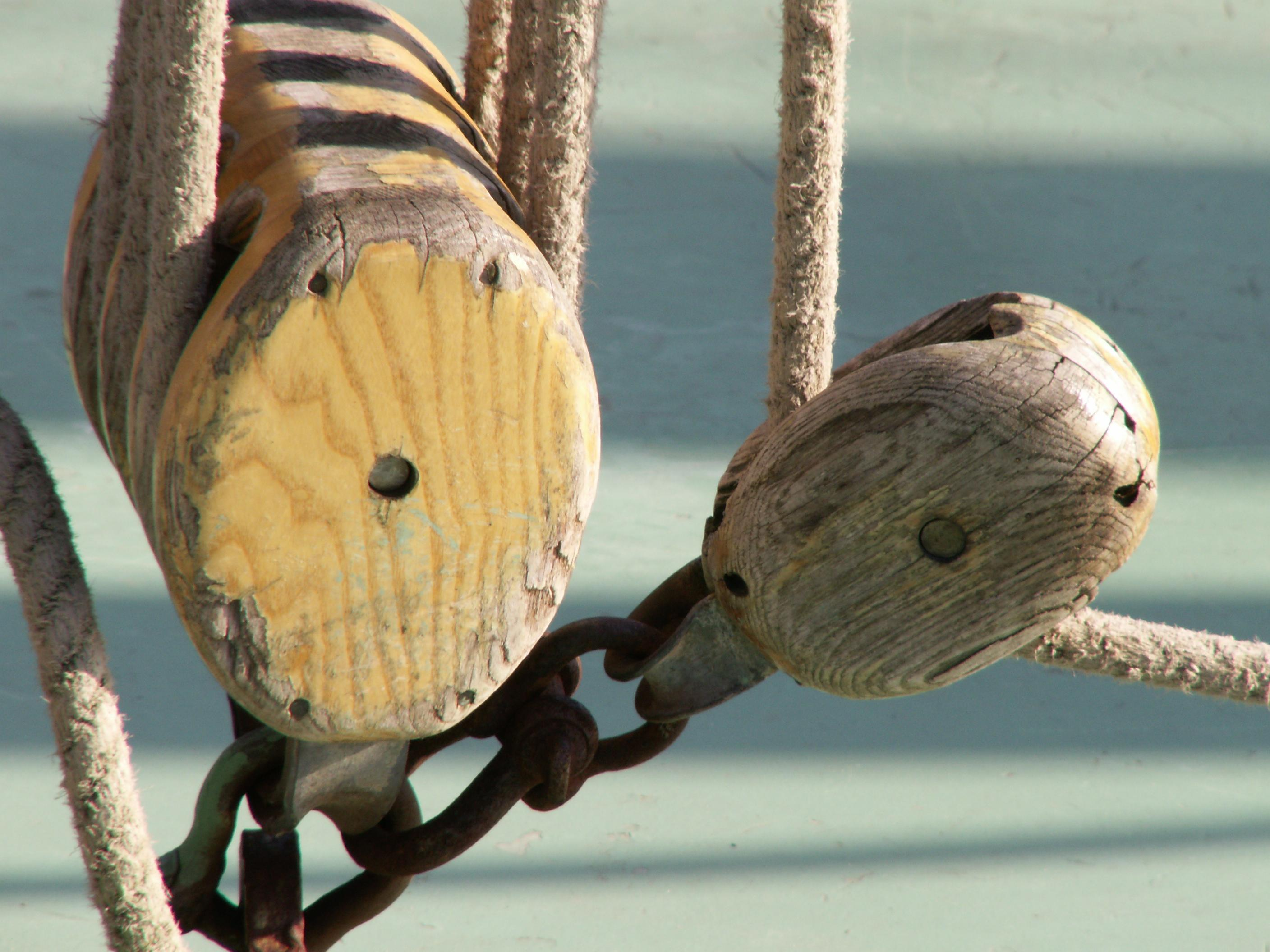
Talje auf einem Schiff: Mehrscheibenblock und zusätzlicher Leitblock

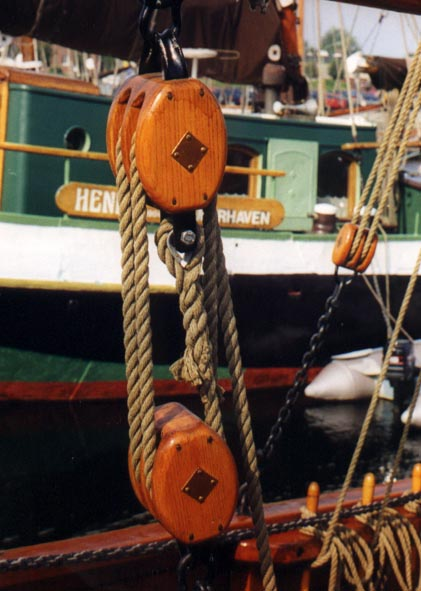
Talje auf einer Segelyacht, Rostock

In der Seemannssprache wird ein Flaschenzug als Talje und die Flasche als Block bezeichnet; das bei der Talje verwendete Tau heißt Läufer. Die Talje besitzt eine feste Part, die das Ende bezeichnet, an dem der Läufer befestigt ist, und eine lose oder holende Part; das Wort Part wird hier weiblich (als Femininum) verwendet.
Zum Anschlagen des Läufers ist einer der beiden Blöcke meist mit einem Hundsfott ausgestattet (Bild unten; Nr. 2 / oberer Block, Nr. 3 / unterer Block).
Um auf die holende Part eine Zugkraft auszuüben, ist es meist erforderlich, deren Richtung durch einen Leitblock, eine Umlenkrolle, zu verändern.
Als Gien oder Takel wird eine Verbindung von Tauwerk und Blöcken mit insgesamt mehr als drei Scheiben bezeichnet. Diese Verbindung dient dem Heben besonders schwerer Lasten. Bei einer sechsscheibigen Gien mit drei Scheiben je Block beträgt die Kraftersparnis 1:6.
Bei mehrscheibigen Taljen wird ein neuer Läufer in einer bestimmten Reihenfolge, der Einscherung, eingefädelt, um eine gleichmäßige Abnutzung der Rollen zu erreichen und um Verdrillen zu verhindern.

## Jolltau
Das Jolltau ist ein Tau, das über einen Block läuft, keine Kraftersparnis erzeugt und lediglich zur Umlenkung der Zugrichtung dient. Es gilt nicht als Talje, ist jedoch damit verwandt (Fig. 1).

## Klappläufer
Der Klappläufer ist eine einfache Talje, wie rechts unter 2 dargestellt. Er ist ein kleiner, aus zwei einscheibigen Blöcken zusammengesetzter Flaschenzug.

## Bilder

Verschiedene Taljen mit ihren Kräfteverteilungen

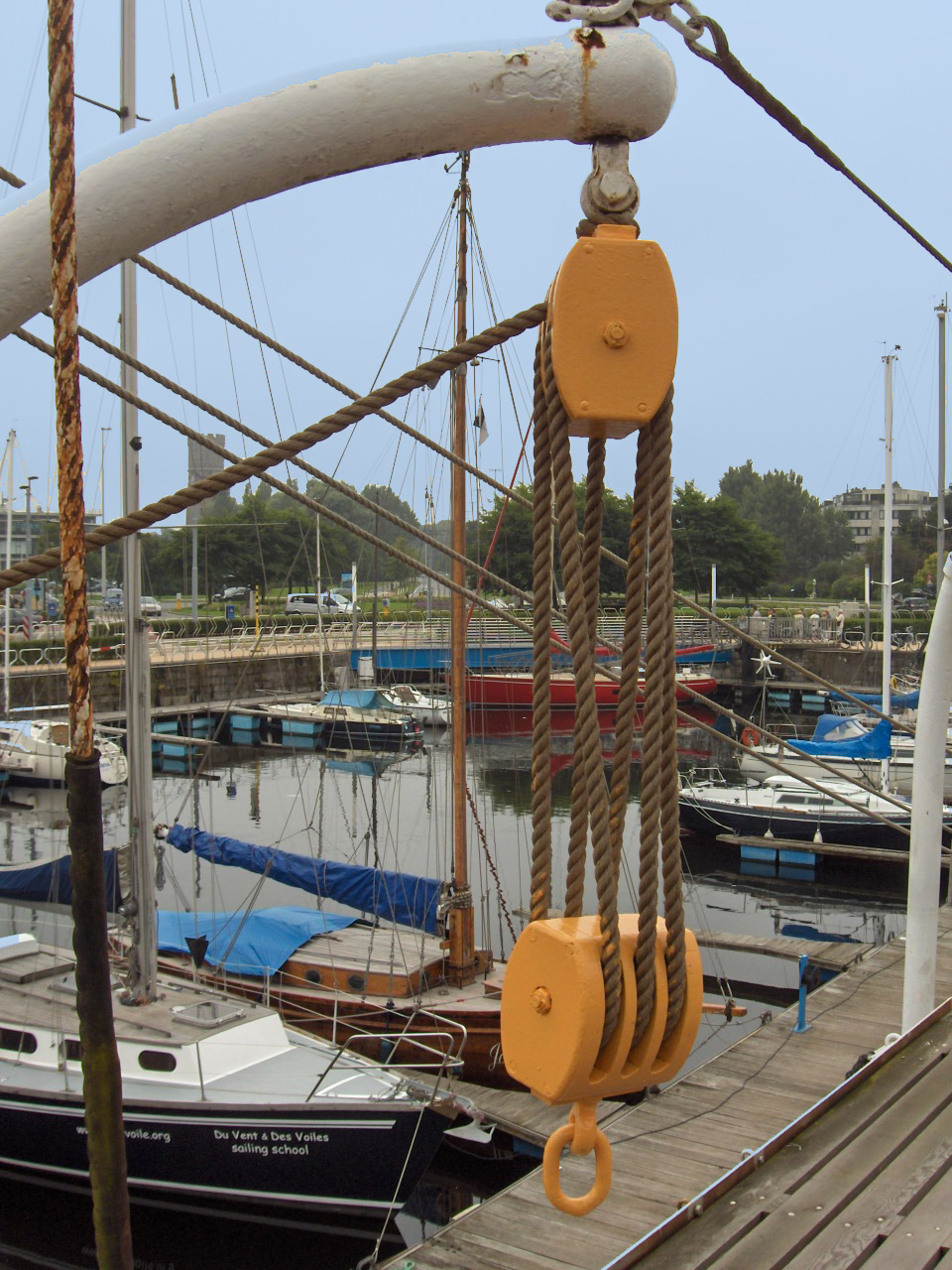
Gien an einem Bootsdavit